# Kieran Darlow
Kieran Brian Darlow (sinh ngày 9 tháng 11 năm 1982 ở Bedford, Anh) là một cựu cầu thủ bóng đá người Anh.
Darlow khởi đầu sự nghiệp với York City năm 1999. Năm 2002 anh rời đi để gia nhập Frickley Athletic.